# Кадунгон
Кадунгон – правитель держави Пандья, який відновив владу династії у Південній Індії у VII столітті.

## Життєпис
Разом з правителем Паллавів, Сімхавішну, поклав край правлінню династії Калабра. Більшість істориків вважають, що Кадунгон правив у 590–620 роках.